# درون اکتورز استودیو
درون اکتورز استودیو (انگلیسی: Inside the Actors Studio) یک تاک شو آمریکایی است که از سال ۱۹۹۴ تا ۲۰۱۸ به مجری‌گری جیمز لیپتون در شبکه براوو پخش می‌شد و پس از ۲۲ فصل به شبکه اوویشن با مجری‌های غیرثابت منتقل شد. این مجموعه در مرکز هنری دانشگاه پیس در نیویورک ضبط می‌شود. آویشن پس از انتقال مجموعه به شبکه خود، حق لایسنس تمامی فصل‌های قبلی را خرید.
در این برنامه با بازیگران، کارگردانان و هنرمندان مختلف مصاحبه می‌شود و از تجربیات آن‌ها پرسیده می‌شود. این برنامه به عنوان سمیناری برای شاگردان اکتورز استودیو شروع به کار کرد و بعد به یکی از برنامه‌های اصلی شبکه براوو تبدیل شد.
سازنده اصلی و مجری بیشتر قسمت‌های درون اکتورز استودیو، جیمز لیپتون، نویسنده و شاعر آمریکایی بود. لیپتون در ۲ مارس ۲۰۲۰ در سن ۹۳ سالگی درگذشت.